# Liga międzyokręgowa (2018/2019)
Liga międzyokręgowa 2018/2019 to 1. sezon rozgrywek oddzielnego szóstego poziomu ligowego piłki nożnej mężczyzn w Polsce w województwie wielkopolskim, które prowadzone były w 3 grupach. Mistrzowie wszystkich grup awansowali do IV ligi, gr. wielkopolskiej. Najsłabsze zespoły zostały relegowane do klasy okręgowej.

## Grupa Kalisz-Konin

### Drużyny
| Uczestnicy klasy okręgowej w poprzednim sezonie                                                               | Uczestnicy klasy okręgowej w poprzednim sezonie | Uczestnicy klasy okręgowej w poprzednim sezonie | Uczestnicy klasy okręgowej w poprzednim sezonie |
| --- | ----------------------------------------------- | ----------------------------------------------- | ----------------------------------------------- |
| grupa Kalisz                                                                                                  |                                                 |                                                 |                                                 |
| MRO | Orzeł Mroczeń                                   | 2                                               |                                                 |
| KRO | Astra Krotoszyn                                 | 3                                               |                                                 |
| KOB | Piast Kobylin                                   | 4                                               |                                                 |
| PLE | Stal Pleszew                                    | 5                                               |                                                 |
| PCZ | Piast Czekanów                                  | 6                                               |                                                 |
| RAR | Raszkowianka Raszków                            | 7                                               |                                                 |
| ZKO | Zieloni Koźminek                                | 9                                               |                                                 |
| grupa Konin                                                                                                   |                                                 |                                                 |                                                 |
| PKB | Polonus Kazimierz Biskupi                       | 2                                               |                                                 |
| WIW | Wilki Wilczyn                                   | 3                                               |                                                 |
| TUT | Tulisia Tuliszków                               | 4                                               |                                                 |
| GKS | GKS Sompolno                                    | 6                                               |                                                 |
| Spadek z IV ligi 2017/2018                                                                                    |                                                 |                                                 |                                                 |
| grupa wielkopolska (południe)                                                                                 |                                                 |                                                 |                                                 |
| TTU | Tur 1921 Turek                                  | 8                                               |                                                 |
| VOS | Victoria Ostrzeszów                             | 9                                               |                                                 |
| SŁU | SKP Słupca                                      | 10                                              |                                                 |
| ODO | Odolanovia Odolanów                             | 12                                              |                                                 |
| KOŹ | Biały Orzeł Koźmin Wielkopolski                 | 15                                              |                                                 |
| Oznaczenia: - kolumna pierwsza – skróty nazw drużyn, - kolumna trzecia – miejsce zajęte w poprzednim sezonie. |                                                 |                                                 |                                                 |

### Tabela
| Lp. | Drużyna                             | M  | Z  | R | P  | Bramki | Bramki | Różn. | Pkt | Uwagi                       | Bezpośrednio |
| --- | ----------------------------------- | -- | -- | - | -- | ------ | ------ | ----- | --- | --------------------------- | ------------ |
| 1   | Victoria Ostrzeszów (M) (A)         | 30 | 25 | 2 | 3  | 100    | 30     | +70   | 77  | Awans do IV ligi            |              |
| 2   | SKP Słupca                          | 30 | 19 | 5 | 6  | 88     | 46     | +42   | 62  |                             |              |
| 3   | Odolanovia Odolanów                 | 30 | 19 | 4 | 7  | 71     | 30     | +41   | 61  |                             |              |
| 4   | Orzeł Mroczeń                       | 30 | 17 | 8 | 5  | 78     | 39     | +39   | 59  |                             |              |
| 5   | Stal Pleszew                        | 30 | 14 | 6 | 10 | 68     | 43     | +25   | 48  | PLE – WIW 1:3 WIW – PLE 2:4 |              |
| 6   | Wilki Wilczyn                       | 30 | 15 | 3 | 12 | 59     | 39     | +20   | 48  | PLE – WIW 1:3 WIW – PLE 2:4 |              |
| 7   | Piast Kobylin                       | 30 | 14 | 4 | 12 | 52     | 54     | −2    | 46  | KOB – KRO 2:2 KRO – KOB 1:4 |              |
| 8   | Astra Krotoszyn                     | 30 | 13 | 7 | 10 | 47     | 48     | −1    | 46  | KOB – KRO 2:2 KRO – KOB 1:4 |              |
| 9   | Polonus Kazimierz Biskupi           | 30 | 11 | 7 | 12 | 49     | 55     | −6    | 40  |                             |              |
| 10  | Tulisia Tuliszków                   | 30 | 11 | 6 | 13 | 49     | 68     | −19   | 39  |                             |              |
| 11  | GKS Sompolno                        | 30 | 11 | 3 | 16 | 47     | 64     | −17   | 36  |                             |              |
| 12  | Tur 1921 Turek                      | 30 | 10 | 4 | 16 | 37     | 46     | −9    | 34  |                             |              |
| 13  | Piast Czekanów                      | 30 | 8  | 8 | 14 | 41     | 63     | −22   | 32  |                             |              |
| 14  | Raszkowianka Raszków                | 30 | 9  | 1 | 20 | 31     | 83     | −52   | 28  |                             |              |
| 15  | Biały Orzeł Koźmin Wielkopolski (S) | 30 | 5  | 0 | 25 | 34     | 86     | −52   | 15  | Spadek do klasy okręgowej   |              |
| 16  | Zieloni Koźminek (S)                | 30 | 4  | 2 | 24 | 24     | 81     | −57   | 14  | Spadek do klasy okręgowej   |              |

## Grupa Leszno-Poznań (zachód)

### Drużyny
| Uczestnicy klasy okręgowej w poprzednim sezonie                                                               | Uczestnicy klasy okręgowej w poprzednim sezonie | Uczestnicy klasy okręgowej w poprzednim sezonie | Uczestnicy klasy okręgowej w poprzednim sezonie |
| --- | ----------------------------------------------- | ----------------------------------------------- | ----------------------------------------------- |
| grupa Leszno                                                                                                  |                                                 |                                                 |                                                 |
| OCH | Orkan Chorzemin                                 | 2                                               |                                                 |
| PKR | Promień Krzywiń                                 | 3                                               |                                                 |
| PŚM | Pogoń Śmigiel                                   | 4                                               |                                                 |
| ORJ | Orla Jutrosin                                   | 5                                               |                                                 |
| LSO | LZS Stare Oborzyska                             | 6                                               |                                                 |
| grupa Poznań (wschód)                                                                                         |                                                 |                                                 |                                                 |
| WLP | Wiara Lecha Poznań                              | 5                                               |                                                 |
| grupa Poznań (zachód)                                                                                         |                                                 |                                                 |                                                 |
| LWÓ | Pogoń Lwówek                                    | 2                                               |                                                 |
| PRZ | Płomień Przyprostynia                           | 3                                               |                                                 |
| ARP | AP Reissa Poznań                                | 5                                               |                                                 |
| LIP | Lipno Stęszew                                   | 6                                               |                                                 |
| Spadek z IV ligi 2017/2018                                                                                    |                                                 |                                                 |                                                 |
| grupa wielkopolska (południe)                                                                                 |                                                 |                                                 |                                                 |
| RAW | Rawia Rawicz                                    | 11                                              |                                                 |
| GOS | Kania Gostyń                                    | 13                                              |                                                 |
| PIA | Korona Piaski                                   | 14                                              |                                                 |
| RAC | PKS Racot                                       | 16                                              |                                                 |
| grupa wielkopolska (północ)                                                                                   |                                                 |                                                 |                                                 |
| GRP | Grom Plewiska                                   | 8                                               |                                                 |
| DOP | GKS Dopiewo                                     | 12                                              |                                                 |
| Oznaczenia: - kolumna pierwsza – skróty nazw drużyn, - kolumna trzecia – miejsce zajęte w poprzednim sezonie. |                                                 |                                                 |                                                 |

### Tabela
| Lp. | Drużyna                 | M  | Z  | R | P  | Bramki | Bramki | Różn. | Pkt | Uwagi                       | Bezpośrednio |
| --- | ----------------------- | -- | -- | - | -- | ------ | ------ | ----- | --- | --------------------------- | ------------ |
| 1   | Pogoń Lwówek (M) (A)    | 30 | 20 | 7 | 3  | 72     | 19     | +53   | 67  | Awans do IV ligi            |              |
| 2   | PKS Racot               | 30 | 18 | 5 | 7  | 66     | 38     | +28   | 59  |                             |              |
| 3   | Wiara Lecha Poznań      | 30 | 18 | 3 | 9  | 80     | 35     | +45   | 57  |                             |              |
| 4   | Płomień Przyprostynia   | 30 | 17 | 5 | 8  | 67     | 36     | +31   | 56  |                             |              |
| 5   | Kania Gostyń            | 30 | 16 | 7 | 7  | 49     | 32     | +17   | 55  |                             |              |
| 6   | GKS Dopiewo             | 30 | 16 | 6 | 8  | 60     | 35     | +25   | 54  |                             |              |
| 7   | Grom Plewiska           | 30 | 12 | 7 | 11 | 57     | 41     | +16   | 43  |                             |              |
| 8   | AP Reissa Poznań        | 30 | 12 | 6 | 12 | 50     | 51     | −1    | 42  |                             |              |
| 9   | Promień Krzywiń         | 30 | 11 | 7 | 12 | 39     | 45     | −6    | 40  |                             |              |
| 10  | Korona Piaski           | 30 | 10 | 7 | 13 | 54     | 56     | −2    | 37  | PIA – RAW 1:1 RAW – PIA 1:4 |              |
| 11  | Rawia Rawicz            | 30 | 11 | 4 | 15 | 49     | 51     | −2    | 37  | PIA – RAW 1:1 RAW – PIA 1:4 |              |
| 12  | Orkan Chorzemin         | 30 | 9  | 9 | 12 | 43     | 54     | −11   | 36  |                             |              |
| 13  | Lipno Stęszew           | 30 | 9  | 6 | 15 | 28     | 66     | −38   | 33  |                             |              |
| 14  | Pogoń Śmigiel           | 30 | 8  | 6 | 16 | 33     | 52     | −19   | 30  |                             |              |
| 15  | Orla Jutrosin (S)       | 30 | 4  | 3 | 23 | 22     | 101    | −79   | 15  | Spadek do klasy okręgowej   |              |
| 16  | LZS Stare Oborzyska (S) | 30 | 4  | 2 | 24 | 30     | 87     | −57   | 14  | Spadek do klasy okręgowej   |              |

## Grupa Piła-Poznań (wschód)

### Drużyny
| Uczestnicy klasy okręgowej w poprzednim sezonie                                                               | Uczestnicy klasy okręgowej w poprzednim sezonie | Uczestnicy klasy okręgowej w poprzednim sezonie | Uczestnicy klasy okręgowej w poprzednim sezonie |
| --- | ----------------------------------------------- | ----------------------------------------------- | ----------------------------------------------- |
| grupa Piła |                                                 |                                                 |                                                 |
| ZŁO | Sparta Złotów                                   | 2                                               |                                                 |
| PPO | Płomień Połajewo                                | 3                                               |                                                 |
| KST | Korona Stróżewo                                 | 4                                               |                                                 |
| ZGO | Zamek Gołańcz                                   | 5                                               |                                                 |
| MAR | Leśnik Margonin                                 | 6                                               |                                                 |
| grupa Poznań (wschód)                                                                                         |                                                 |                                                 |                                                 |
| LKO | 1922 Lechia Kostrzyn                            | 2                                               |                                                 |
| VWK | Vitcovia Witkowo                                | 3                                               |                                                 |
| TWI | TPS Winogrady                                   | 4                                               |                                                 |
| MGO | Concordia Murowana Goślina                      | 6                                               |                                                 |
| grupa Poznań (zachód)                                                                                         |                                                 |                                                 |                                                 |
| BŁW | Błękitni Wronki                                 | 4                                               |                                                 |
| Spadek z IV ligi 2017/2018                                                                                    |                                                 |                                                 |                                                 |
| grupa wielkopolska (północ)                                                                                   |                                                 |                                                 |                                                 |
| SZY | Iskra Szydłowo                                  | 9                                               |                                                 |
| SPO | Sparta Oborniki                                 | 10                                              |                                                 |
| WSK | Wełna Skoki                                     | 11                                              |                                                 |
| HPO | Huragan Pobiedziska                             | 13                                              |                                                 |
| ŁOB | Pogoń Łobżenica                                 | 14                                              |                                                 |
| WYS | GLKS Wysoka                                     | 15                                              |                                                 |
| Oznaczenia: - kolumna pierwsza – skróty nazw drużyn, - kolumna trzecia – miejsce zajęte w poprzednim sezonie. |                                                 |                                                 |                                                 |

### Tabela
| Lp. | Drużyna                    | M  | Z  | R | P  | Bramki | Bramki | Różn. | Pkt | Uwagi                                      | Bezpośrednio |
| --- | -------------------------- | -- | -- | - | -- | ------ | ------ | ----- | --- | ------------------------------------------ | ------------ |
| 1   | TPS Winogrady (M) (A)      | 30 | 21 | 3 | 6  | 84     | 39     | +45   | 66  | Awans do IV ligi                           |              |
| 2   | Huragan Pobiedziska        | 30 | 19 | 3 | 8  | 76     | 36     | +40   | 60  |                                            |              |
| 3   | Wełna Skoki                | 30 | 17 | 8 | 5  | 98     | 57     | +41   | 59  |                                            |              |
| 4   | Iskra Szydłowo             | 30 | 16 | 8 | 6  | 66     | 36     | +30   | 56  | SZY – SPO 0:0 SPO – SZY 1:2                |              |
| 5   | Sparta Oborniki            | 30 | 18 | 2 | 10 | 58     | 36     | +22   | 56  | SZY – SPO 0:0 SPO – SZY 1:2                |              |
| 6   | Zamek Gołańcz              | 30 | 16 | 7 | 7  | 57     | 35     | +22   | 55  |                                            |              |
| 7   | Concordia Murowana Goślina | 30 | 16 | 3 | 11 | 74     | 57     | +17   | 51  |                                            |              |
| 8   | 1922 Lechia Kostrzyn       | 30 | 13 | 4 | 13 | 60     | 62     | −2    | 43  |                                            |              |
| 9   | GLKS Wysoka                | 30 | 12 | 5 | 13 | 43     | 43     | 0     | 41  |                                            |              |
| 10  | Płomień Połajewo           | 30 | 11 | 2 | 17 | 59     | 78     | −19   | 35  |                                            |              |
| 11  | Pogoń Łobżenica            | 30 | 8  | 7 | 15 | 49     | 62     | −13   | 31  |                                            |              |
| 12  | Vitcovia Witkowo           | 30 | 8  | 6 | 16 | 60     | 73     | −13   | 30  | Przeniesienie do grupy wielkopolskiej III2 |              |
| 13  | Leśnik Margonin            | 30 | 8  | 5 | 17 | 41     | 72     | −31   | 29  |                                            |              |
| 14  | Sparta Złotów1             | 30 | 9  | 3 | 18 | 40     | 76     | −36   | 27  |                                            |              |
| 15  | Korona Stróżewo (S)        | 30 | 6  | 3 | 21 | 40     | 97     | −57   | 21  | Spadek do klasy okręgowej                  |              |
| 16  | Błękitni Wronki (S)        | 30 | 5  | 5 | 20 | 36     | 82     | −46   | 20  | Spadek do klasy okręgowej                  |              |